# بودریم
بودریم (به انگلیسی: Buderim) یک شهرک در استرالیا است که در کوئینزلند واقع شده‌است.